# Steve Rushton
Steve Rushton (né le 30 octobre 1987 à Chertsey, Angleterre) est un bassiste et chanteur anglais. Il fait partie du groupe pop punk Son of Dork à la suite d'une audition du frontman du groupe James Bourne.
Son premier single solo s'intitule Emergency.